# كولن كوبر (عالم نفس)
كولن كوبر (بالإنجليزية: Colin Cooper)‏ هو عالم نفس بريطاني، ولد في 1954.